# Nådendals stadsvapen
Nådendals stadsvapen är det heraldiska vapnet för Nådendal i det finländska landskapet Egentliga Finland. Vapnet återgår på ett medeltidssigill som hänvisar till stadens namn på latin Vallis Gratiae alltså nådens dal.

Nådendals stadsvapen

## Historia
På 1440-talet grundades birgittinordens kloster på det nuvarande Nådendals område. Klostret fick namnet Vallis Gratiae och staden som växte omkring klostret nämndes med samma namn. Initialerna V och G blev också en del av stadens sigill tillsammans med riddarens krona som hänvisade till konungen som skyddade klostret. Senare hade sigillet också lagerblad tillsammans med initialerna och kronan.

År 1861 föreslog den ryska heraldikern Bernhard von Köhne ett nytt vapen för staden där initialerna och kronan var röda på gyllene bakgrund och omgivna av gröna lagerblad. Men man godkände inte von Köhnes förslag. George Granfelt har ritat Nådendals stadsvapen så som det nu ser ut utan lagerblad i handbok om Finlands stadsvapen år 1892. Heraldikern Olof Eriksson ritade om vapnet på 1960-talet och Nådendals stadsfullmäktige godkände Erikssons modell den 26 juli 1966 och Inrikesministeriet fastställde vapnet den 11 oktober 1966.

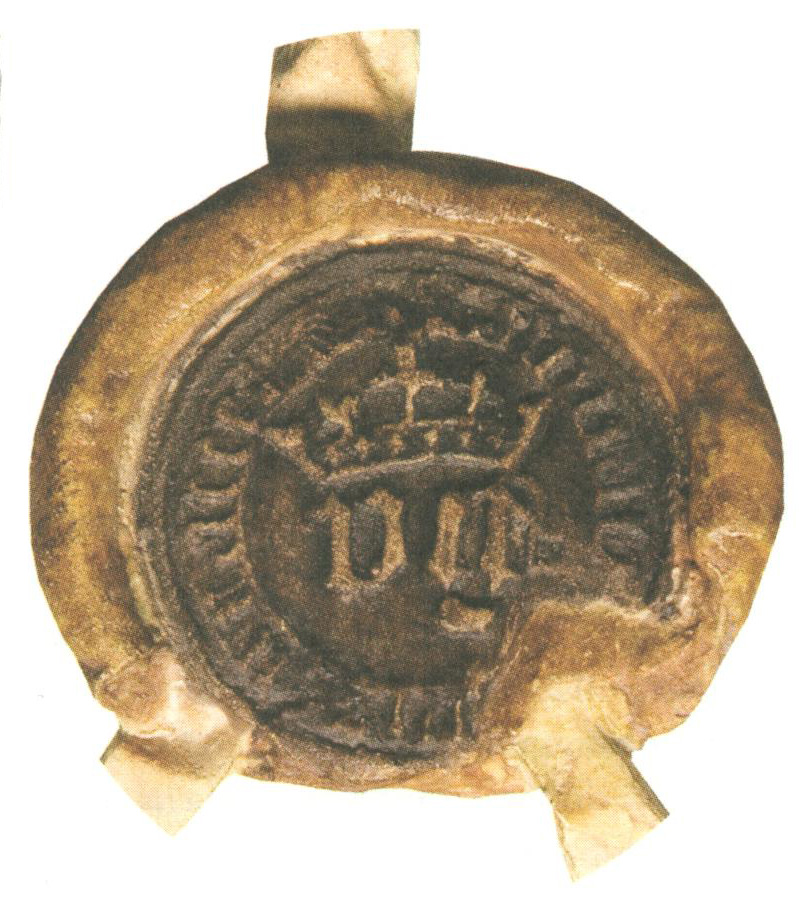
Nådendals första stadssigill.
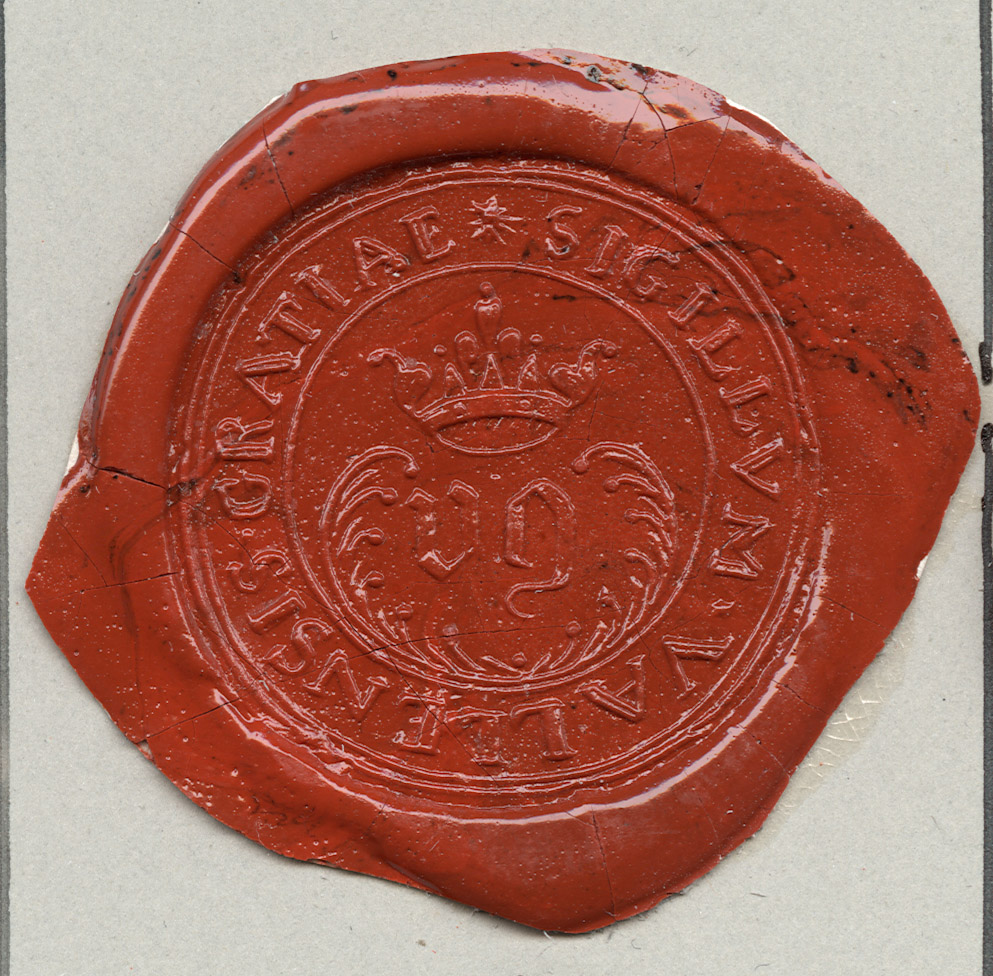
Nådendals stadssigill senare.
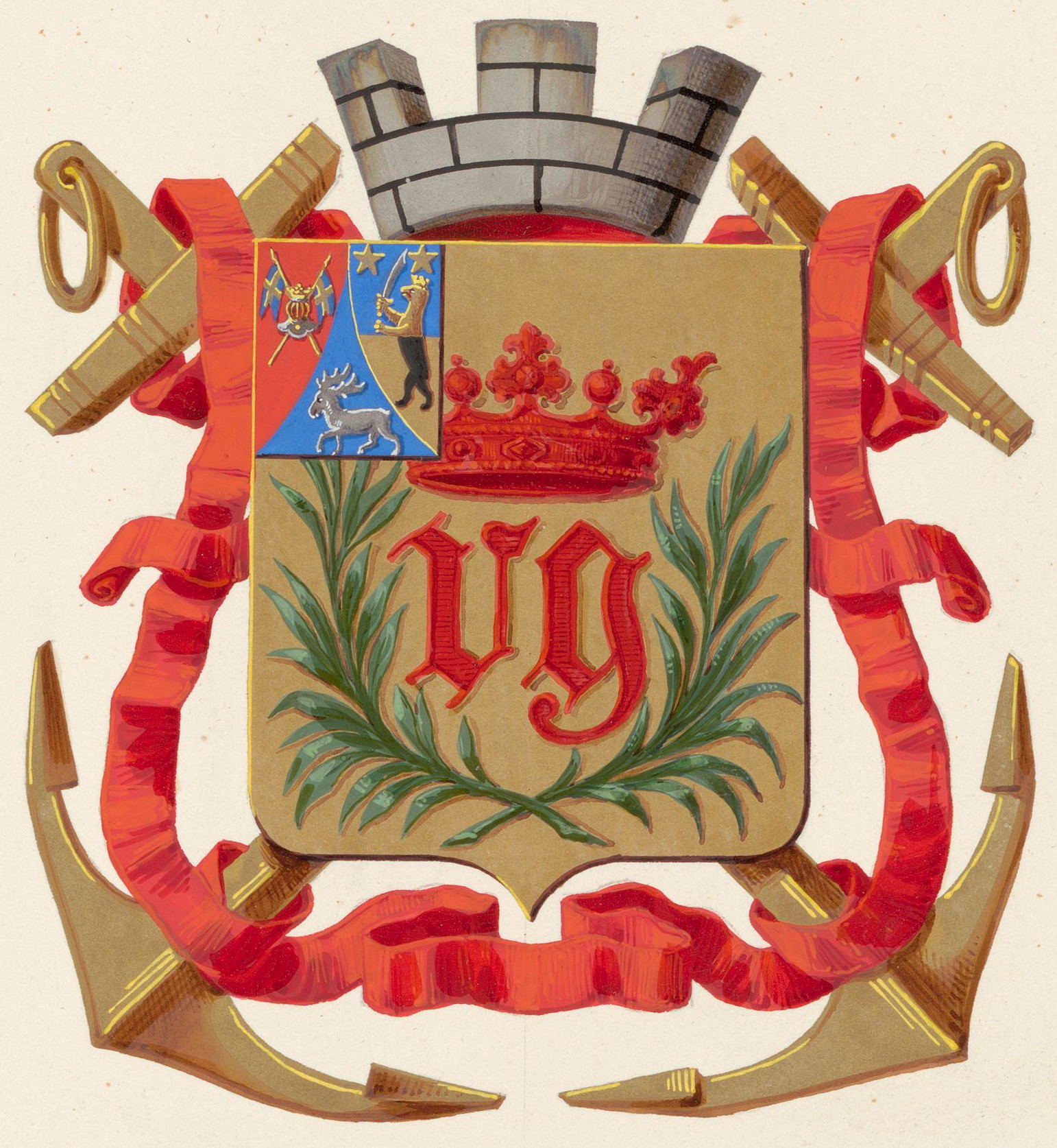
von Köhnes förslag till Nådendals stadsvapen.
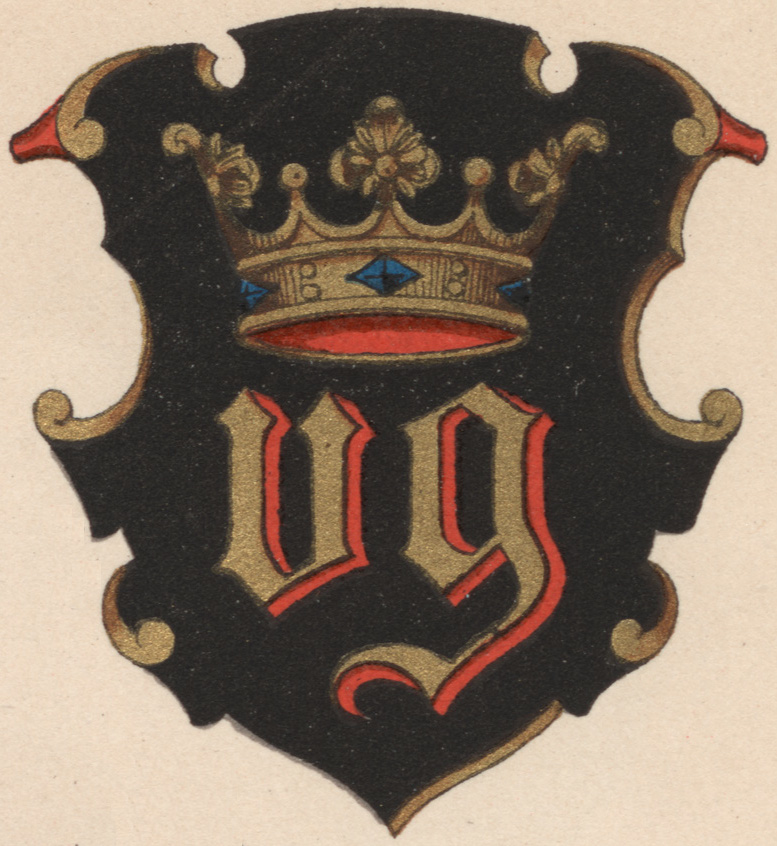
George Granfelts mall om Nådendals stadsvapen.